# Mulo (hrid)
Hrid Mulo nalazi se pred Rogoznicom, a dovoljno je prostrana da se njoj podigla 1873. godine svjetioničarska zgrada s tornjem za svjetionik "Hrid Mulo".
Kamena jednokatnica ograđena je debelim kamenim zidom da se zaštiti od vjetra i valova, a na strani koja gleda prema kopnu ima osmerokutnu svjetioničarsku kulu.